# Evan Rozenblad
Evan Cyriel Rozenblad (Paramaribo, 10 mei 1952) is een Nederlands voormalig politicus namens de Partij van de Arbeid en kortstondig Kamerlid.
Rozenblad volgde na het atheneum een bibliotheekopleiding (HBO) aan de Frederik Muller Academie in Amsterdam, en studeerde enige tijd rechten aan de Vrije Universiteit Amsterdam en information science in Nashville. In 1976 werkte Rozenblad enige tijd bij het Cultureel Centrum Suriname en daarna als hoofd buitendienst bij de Openbare Bibliotheek van Paramaribo. Hij vervulde daarna enige andere functies binnen bibliotheken in Amsterdam, Paramaribo, bij BIJK (Exis) en aan de Rijksuniversiteit Utrecht.
Rozenblad werd in 1994 in de Tweede Kamer verkozen, maar kon zich pas op 18 mei 1994 laten beëdigen, omdat hij pas die dag het Nederlanderschap verkreeg. Een krappe maand later, 14 juni 1994, trok hij zich terug als Kamerlid toen bleek dat hij onjuiste informatie had gegeven over zijn opleiding. Hij had bij de kandidaatstelling opgegeven dat hij kandidaatsexamen rechten aan de Universiteit van Amsterdam had gedaan en propedeuse examen economie aan de Vrije Universiteit. Het bleek echter te gaan om het volgen van enkele colleges. Ook de mededeling dat hij directielid van de Universiteit van Paramaribo was geweest, was onjuist. Hij had slechts een leidinggevende functie bij de bibliotheek van de universiteit vervuld.
- Parlement.com: vg09lllnxkwq